# Indonesia ai Giochi della XXXI Olimpiade
L'Indonesia ha partecipato ai Giochi della XXXI Olimpiade, che si sono svolti a Rio de Janeiro, Brasile, dal 5 al 21 agosto 2016, con una delegazione di 28 atleti impegnati in 7 discipline. Portabandiera alla cerimonia di apertura è stata la lunghista Maria Natalia Londa, alla sua prima Olimpiade.
La rappresentativa indonesiana, giunta alla sua quindicesima partecipazione olimpica, ha conquistato tre medaglie: una d'oro e due d'argento, che sono valse il quarantaquattresimo posto nel medagliere complessivo.

## Medagliere

### Per disciplina
| Sport             | Oro | Argento | Bronzo | Totale |
| ----------------- | --- | ------- | ------ | ------ |
| Badminton         | 1   | 0       | 0      | 1      |
| Sollevamento pesi | 0   | 2       | 0      | 2      |
| Totale            | 1   | 2       | 0      | 3      |

### Medaglie
| Medaglia | Atleta                       | Sport             | Evento          |
| -------- | ---------------------------- | ----------------- | --------------- |
| Oro      | Tontowi Ahmad Lilyana Natsir | Badminton         | Doppio misto    |
| Argento  | Sri Wahyuni Agustiani        | Sollevamento pesi | 48 kg femminile |
| Argento  | Eko Yuli Irawan              | Sollevamento pesi | 62 kg maschile  |